# Picot lleonat
El picot lleonat (Mulleripicus fulvus) és una espècie d'ocell de la família dels pícids (Picidae) que habita la selva humida de Sulawesi i les illes circumdants. Hi ha dues subespècies, la M. f. fulvus, que es troba al nord de Sulawesi, les illes Lembeh i Manterawu i els arxipèlags de Togian i Banggai ; i M. f. wallacei , que es troba al sud de Sulawesi i les illes Muna i Buton. La segona subespècie rep el nom del col·leccionista i científic Alfred Russel Wallace.